# かねたん
『かねたん』は、直江兼続をモデルにした山形県米沢市のマスコットキャラクター。
「天地人推進プロジェクト」により2009年大河ドラマ「天地人」放送決定にあわせて一般公募、決定された。忠義の象徴、犬がモチーフとなっており、直江兼続同様「愛」の字を前立てとした兜を被っている。作者は大阪市のイラストレーター、岡野亜記が手掛けた。

## プロフィール
『ずっと子犬』の男の子で、ドジだけどいざというとき頼りになるタイプ。好物は米沢牛のコロッケ。

## 選定までの流れ
作品公募
2008年3月中旬から4月21日の期間で作品が公募された。採用作品（最優秀賞）には賞金10万円のほか地元特産の米沢牛が1キロ贈られると発表された。締切日までに日本国内外より応募された作品は438点。
1次審査
米沢市内の高校生と、観光関係者60人により20点に絞られた。
2次審査
2008年5月21日から5月30日までの期間に全国から一般投票を行い、候補作は10点に絞られた。投票参加者数は566名。
最終審査
観光事業関係者、デザイン専門家、美術関係者など8名で結成された審査委員会が、「コンセプト」、「インパクト・アピール力」、「キャラクターグッズへの展開」などの視点から審査を行った。『かねたん』が圧倒的な支持を受け、2008年6月10日、採用が決定される。

## かねたんの仲間たち
かねたんとともに米沢市内を中心にイベント、メディア出演をしている。またキャラクターグッズも販売されている。
かげっちさま
モデルは直江兼続の主君、上杉景勝。チャームポイントは立派なヒゲともみあげ。
おせんちゃん
モデルは直江兼続の妻、お船の方。兼続の「愛の前立て」を意識したハートマーク型の前髪が特徴。
けーじろー
モデルは直江兼続の友、前田慶次郎。チャームポイントは「前田」の頭文字Ｍ型のあごひげ。